# Shishaella
Shishaella is een geslacht van uitgestorven kreeftachtigen uit de klasse van de Ostracoda (mosselkreeftjes).

## Soorten
- Shishaella agilis Sun & Lin, 1988 †
- Shishaella alekseevae Tschigova, 1977 †
- Shishaella aparchitiformis (Zanina, 1971) Buschmina, 1987 †
- Shishaella bevocastria Robinson, 1978 †
- Shishaella brevis Zhang (Jin-Jian), 1982 †
- Shishaella circinata Kotchetkova, 1992 †
- Shishaella claytonensis (Knight, 1928) Kotschetkova & Jagudina, 1979 †
- Shishaella cooperorum Sohn, 1972 †
- Shishaella cyclopea (Girty, 1910) Sohn, 1971 †
- Shishaella discoidea (Kummerow, 1939) Sohn, 1971 †
- Shishaella donica (Tschernyschew, 192?a) Sohn, 1971 †
- Shishaella donicaformis Buschmina, 1987 †
- Shishaella dorsenna Wang (Shang-Qi), 1988 †
- Shishaella electa Tschigova, 1977 †
- Shishaella elongata Zhang (Jin-Jian), 1985 †
- Shishaella eureka Sohn, 1972 †
- Shishaella geisi Sohn, 1972 †
- Shishaella gibba (Buschmina, 1968) Sohn, 1971 †
- Shishaella harltoni (Bradfield, 1935) Sohn, 1971 †
- Shishaella hastierensis Crasquin-Soleau, 1988 †
- Shishaella hubeiensis Sun (Quan-Ying), 1984 †
- Shishaella hunanensis Guan, 1978 †
- Shishaella juvenis (Croneis & Gale, 1939) Sohn, 1971 †
- Shishaella kamenkensis Buschmina, 1975 †
- Shishaella kinkaidensis (Croneis & Thurman, 1939) Sohn, 1971 †
- Shishaella kurjaensis Buschmina, 1987 †
- Shishaella laduensis (Knight, 1928) Sohn, 1971 †
- Shishaella laevigata (Eichwald, 1857) Sohn, 1971 †
- Shishaella lenica (Buschmina, 1970) Crasquin-Soleau, 1989 †
- Shishaella longa Zhang, 1982 †
- Shishaella longaformis (Buschmina, 1970) Buschmina, 1975 †
- Shishaella mackinneyi Sohn, 1972 †
- Shishaella marathonensis (Hamilton, 1942) Sohn, 1971 †
- Shishaella moreyi Sohn, 1975 †
- Shishaella muensteri Buschmina, 1977 †
- Shishaella nana Rome, 1973 †
- Shishaella nanaformis Crasquin, 1985 †
- Shishaella nicklesi (Ulrich, 1891) Guan et al., 1978 †
- Shishaella okeni (Muenster, 1830) Kotschetkova, 1980
- Shishaella opima Zhang (Jin-Jian), 1985 †
- Shishaella ovata (Cooper, 1941) Sohn, 1971 †
- Shishaella petchoraensis Tschigova, 1977 †
- Shishaella petrikovkaensis Tschigova, 1977 †
- Shishaella porrecta (Zanina, 1956) Sohn, 1971 †
- Shishaella pressa Tschigova, 1977 †
- Shishaella producta (Green, 1963) Sohn, 1971 †
- Shishaella pulchra Zhang (Jin-Jian), 1982 †
- Shishaella samueli (Coryell & Rogatz, 1942) Sohn, 1971 †
- Shishaella saundersi Sohn, 1983 †
- Shishaella schweyeri (Glebovskaja, 1939) Sohn, 1971 †
- Shishaella sohnella Crasquin, 1985 †
- Shishaella subcarbonica Buschmina, 1987 †
- Shishaella subcircularis (Geis, 1932) Buschmina, 1975 †
- Shishaella sublenica Buschmina, 1987 †
- Shishaella suborbiculata (Muenster, 1830) Coen, 1990 †
- Shishaella subsymmetrica (Kotschetkova, 1975) Kotschetkova, 1983 †
- Shishaella symmetrica Zhang (Jin-Jian), 1985 †
- Shishaella unicornis (Zanina, 1968) Sohn, 1971 †
- Shishaella unocula (Buschmina, 1968) Sohn, 1971 †
- Shishaella ventriosa (Tschigova, 1960) Sohn, 1971 †
- Shishaella williamsae Sohn, 1971 †
- Shishaella zishuiensis Guan, 1978 †